# Seznam kitajskih vojaških teoretikov
Seznam kitajskih vojaških teoretikov.

## C
- Cao Cao
- Čeo Hao

## D
- Du Mu
- Du Jou

## H
- Ho Janši

## J
- Džia Lin

## L
- Li Šuan

## M
- Mei Jaočen
- Meng Ši

## S
- Sundzi

## W
- Vang Dzi

## Z
- Džuge Ljang